# علم الحفظ (الممتلكات الثقافية)

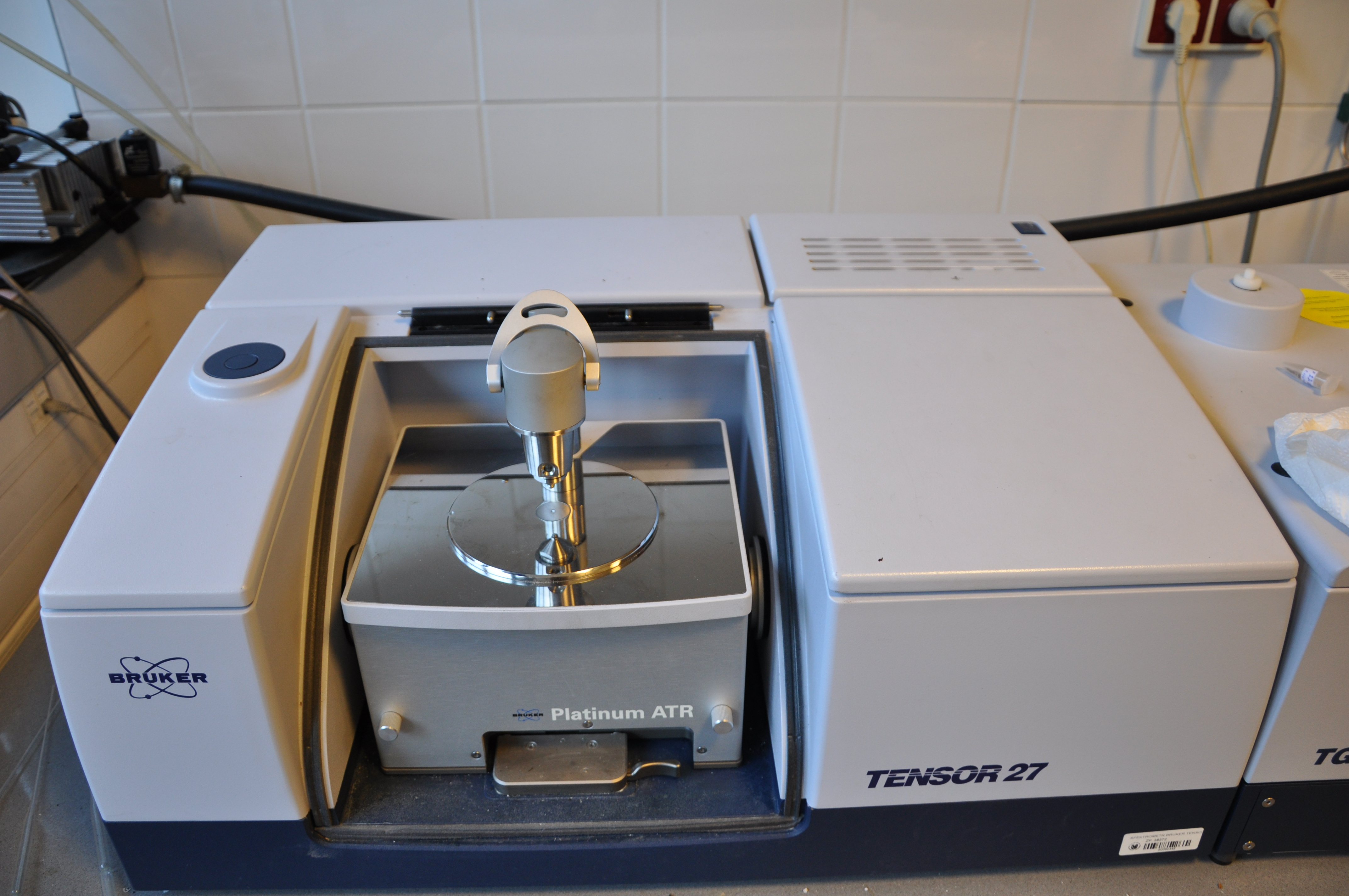
مطياف الأشعة تحت الحمراء، والذي يمكن استخدامه لتحليل مواد التراث الثقافي.

علم الحفظ هو دراسة متعددة التخصصات لحفظ الفن والعمارة وتاريخ الفن التقني والأعمال الثقافية الأخرى من خلال استخدام البحث العلمي.
وتشمل المجالات العامة للبحث: التكنولوجيا وهيكل الأعمال الفنية والتاريخية. بمعنى آخر، المواد والتقنيات التي تُصنع منها الأشياء الثقافية والفنية والتاريخية.
هناك ثلاث فئات واسعة من علوم الحفظ فيما يتعلق بالتراث الثقافي:
- فهم المواد والتقنيات المستخدمة من قبل الفنانين
- دراسة أسباب التدهور
- تحسين الأساليب/ التقنيات والمواد للفحص والعلاج

حيث يشتمل علم الحفظ على جوانب من الكيمياء والفيزياء وعلم الأحياء والهندسة، بالإضافة إلى تاريخ الفن والأنثروبولوجيا. وتتخصص المؤسسات مثل Getty Conservation Institute
في نشر المعلومات المتعلقة بكل من الأدوات المستخدمة ونتائج أبحاث علوم الحفظ، فضلاً عن الاكتشافات الحديثة في هذا المجال.

## المقدمة
قبل إجراء تحليل علمي شامل، من الضروري إجراء تقييم موضوعي مفصل للشيء أو موقع التراث أو العمل الفني بالإضافة إلى جمع جميع الوثائق التاريخية والحالية ذات الصلة  وتشخيصها من قبل علماء الحفظ، بتحديد التحليل المطلوب وما إذا كان موضوع الدراسة قادرًا على تحمل فحص أكثر صرامة. يتماشى هذا التقييم الأولي مع مدونة أخلاقيات المعهد الأمريكي للحفظ (AIC) التي تحدد أفضل الممارسات للحافظين والعلماء على حدٍ سواء.
إلى جانب تقييم الحالة الحالية والمخاطر المحتملة للتدهور المستقبلي للأعمال الفنية والأشياء، قد تكون الدراسة العلمية ضرورية لتحديد ما إذا كان هناك خطر على القائمين بالترميم أنفسهم. على سبيل المثال، تحتوي بعض الأصباغ المستخدمة في اللوحات على عناصر شديدة السمية مثل الزرنيخ أو الرصاص ويمكن أن تكون خطرة على أولئك الذين يتعاملون معها. بدلاً من ذلك، قد تكون جهود الاستعادة السابقة قد اشتملت على مواد كيميائية معروفة الآن بآثار جانبية خطيرة مع التعرض لفترات طويلة. في هذه الحالات، يكشف علم الحفظ عن طبيعة هذه المخاطر بالإضافة إلى الحلول الحالية لكيفية منع التعرض الحالي والمستقبلي.

## خصائص مواد التصحيح
يعد البحث في الخصائص الكيميائية والفيزيائية المتأصلة في المواد المستخدمة لإنشاء عناصر التراث الثقافي جزءًا كبيرًا من دراسة علم الحفظ. وباستخدام الأساليب والأدوات التحليلية، يمكن لعلماء الحفظ تحديد ما الذي يتكون منه كائن أو عمل فني معين. في المقابل، يعرف من خلال هذه المعرفة كيف من المحتمل أن يحدث التدهور بسبب كل من التأثيرات البيئية والسمات المتأصلة في تلك المادة المعينة. تعد البيئة اللازمة للحفاظ على الحالة الحالية لتلك المادة أو إطالة أمدها، والمعالجات التي سيكون لها أقل قدر من التفاعل والتأثير على مواد الكائنات قيد الدراسة، وهي الأهداف الأساسية لبحوث الحفظ. حيث تندرج معالجات الحفظ ضمن أربع فئات رئيسية تشمل التنظيف، وتحلية المياه، والتوحيد، ومكافحة الآفات. تساعد معرفة الخصائص المادية للتراث الثقافي وكيفية تدهورها بمرور الوقت القائمين على الترميم، على صياغة إجراءات لحماية التراث الثقافي والحفاظ عليه.
- الورق

تتكون غالبية الورق من ألياف السليلوز. قد يكون تلف الورق ناتجًا عن الآفات مثل القوارض والحشرات والميكروبات، أو بسبب السرقة والحريق والفيضان. وبشكل أكثر تحديدًا، يتدهور الورق من آليتين تعملان على تغيير لونه وإضعاف أليافه: التحلل المائي المحفز بالحمض والأكسدة. يشمل علاج الورق إزالة الحموضة والتبييض والغسيل.
- المنسوجات

المنسوجات هي أقمشة منسوجة أو أقمشة تمثل الثقافة والإرث المادي للتجارة الدولية والتاريخ الاجتماعي والتنمية الزراعية والاتجاهات الفنية والتقدم التكنولوجي.هناك أربعة مصادر رئيسية للمواد: الحيوانية، والنباتية، والمعدنية، والاصطناعية.[بحاجة لمصدر] يمكن أن يكون تدهور المنسوجات ناتجًا عن التعرض للأشعة فوق البنفسجية (UV) أو الأشعة تحت الحمراء (IR)، والرطوبة النسبية غير الصحيحة ودرجة الحرارة، والآفات، والملوثات، والقوى الفيزيائية مثل النار والماء. يمكن معالجة المنسوجات بعدة طرق بما في ذلك التنظيف بالمكنسة الكهربائية والتنظيف الرطب والتنظيف الجاف والبخار والكي. للحفاظ على سلامة المنسوجات، ينتج عن بيئات التخزين والعرض أقل قدر ممكن من التعرض للضوء.
- الجلود

الجلد منتج مصنوع من جلد الحيوانات. يمكن أن يتلف الجلد من العفن الأحمر، والجفاف المفرط ما يؤدي إلى التشقق والتمزق، والبهتان نتيجة التعرض للضوء، والعفن الناتج عن الروائح، والبقع، والتشويه، والحشرات والغبار، وكلاهما يمكن أن يسبب ثقوبًا وخدوشًا. كما يمكن أن يحدث التآكل أيضًا عند ملامسة الجلد للمعادن. هناك طريقتان أساسيتان لحفظ الجلد: يتمثل باستخدام الضمادات أو المعالجات لإطالة عمر الجلد وتحسين وسائل تخزين الجلد.
- الزجاج والسيراميك

يمكن صيانة الزجاج والسيراميك لفترات أطول بكثير وهما من أكثر المواد متانة. أكبر خطر على الزجاج والسيراميك هو الكسر، ولكن العرض والتخزين غير المناسبين يمكن أن يؤديا إلى ظهور البقع وتغير اللون نتيجة نقعها في الماء أثناء التنظيف. كما يمكن أن تؤدي درجات الحرارة المرتفعة إلى تعتيم البقع الموجودة بالفعل ويمكن أن تؤدي إلى تشققات. ويمكن أن يتلف الزجاج من الأمطار حيث تتشكل قطرات من الرطوبة على الأسطح الزجاجية. يمكن أن يؤدي ذلك إلى تسرب المكونات غير المستقرة التي تنتج محلولًا قلويًا. إذا ترك هذا المحلول على الزجاج لفترة طويلة من الوقت، فيمكن أن تنتج عنه تشققات دقيقة تعرف باسم التشويه.
تعتبر المناولة والتخزين بعناية من أضمن الوسائل لمنع تلف الزجاج والسيراميك.
- المعادن

يتم إنتاج المعادن من الخامات الموجودة بشكل طبيعي في البيئة. تصنع معظم الأجسام المعدنية من مزيج من معادن فردية تسمى السبائك وتظهر قوى وألوانًا مختلفة بناءً على تكوينها. المعادن والسبائك التي توجد عادة في الأغراض الثقافية تشمل الذهب، والفضة، والنحاس، والقصدير، والحديد. التآكل هو الشكل الأكثر شيوعًا لتدهور المعادن. يحدث التآكل عندما تتلامس المعادن مع الماء والأحماض والقواعد والأملاح والزيوت ومواد التلميع والملوثات والمواد الكيميائية.
- البلاستيك

يتعرض البلاستيك للتدهور من عدة عوامل بما في ذلك الضوء والأشعة فوق البنفسجية والأكسجين والماء والحرارة والملوثات. لا توجد معايير دولية لتخزين المواد البلاستيكية، لذلك من الشائع أن تستخدم المتاحف طرقًا مماثلة لتلك المستخدمة في حفظ الورق والمواد العضوية الأخرى. يمكن استخدام مجموعة واسعة من الأدوات والتقنيات في معالجة البلاستيك بما في ذلك تقنيات المسح والطباعة ثلاثية الأبعاد كوسيلة لإعادة إنتاج الأجزاء المكسورة أو المفقودة.
- الصخور

تتخذ الأشياء الحجرية العديد من الأشكال بما في ذلك النحت أو العمارة أو الزينة أو القطع الوظيفية. يعتمد تدهور الحجر على عدة عوامل مثل نوع الحجر والموقع الجغرافي أو المادي والصيانة. يخضع الحجر لعدد من آليات الاضمحلال التي تشمل الاضمحلال البيئي والميكانيكي والتطبيقي. يمكن أن يؤدي التآكل بسبب الهواء والماء واللمس الجسدي إلى تآكل نسيج السطح. لا ينبغي تنظيف الأحجار المنحوتة بانتظام لأن التنظيف يمكن أن يتسبب في تدهور حالتها عن طريق فتح مسامها وكذلك إزالة ملامح السطح مثل النقوش وبصمات الفنانين والعلامات التاريخية. لا تتسبب الأوساخ والطحالب والأشنة عادة في تسوس الحصى ولكنها قد تؤدي إلى الزنجار.